# 木森敏之
木森 敏之（きもり としゆき、Toshiyuki Kimori、Toshu Kimori、
1947年7月24日 - 1988年4月11日）は、作曲家・編曲家。北海道出身。1970年、日本大学芸術学部卒業。
ロスアンゼルス DICK GROVE ミュージックワークショップ卒業。

## 来歴・人物
代表作として『聖母(マドンナ)たちのララバイ』（岩崎宏美。John Scottと共作扱い、共作となった経緯については同曲の項を参照のこと）、『サンセット・メモリー』（杉村尚美）、『心の色』（中村雅俊）があり、1980年代前半のヒットメーカー作曲家として知られたが、病に倒れ、急性肺炎により40歳で死去した。
数々のテレビ主題歌・ポップスを国内外のアーティストに提供する他、実写映画『飛鳥へ そしてまだ見ぬ子へ』（1982年）、『時代屋の女房』（1983年）、 『海に降る雪』（1984年）、『きみが輝くとき』（1985年）、アニメ映画『わが青春のアルカディア』（1982年）、『ゴルゴ13』（1983年）、『スーパーマリオブラザーズ　ピーチ姫救出大作戦!』（1986年）、テレビアニメ『キャプテン』（1980年、 1983年）、『伊賀野カバ丸』（1983年）、『ダーティペア』（1985年）、『銀牙 -流れ星 銀-』（1986年、OP・EDおよび挿入曲）、テレビドラマ（単発）『太陽は沈まず～海よ!小さな戦士の歌を聞け』『千羽鶴幻想』『飛鳥・まだ見ぬ子、清子の母として』『化粧』『女刑事・遠山玲子 焼きつくす』、
テレビドラマ（連続）『あさひが丘の大統領』『結婚の四季』『われら動物家族』『女かじき特急便』『クセになりそな女たち』、テレビドラマ（シリーズ）『黄金の犬』『炎の犬』『パパになりたかった犬』などのテーマ曲ないしは挿入曲およびBGMの作・編曲、「球形の荒野」をはじめとする初期(1981年 - 1987年)の『火曜サスペンス劇場』の主題曲および主題歌、アイキャッチと予告編およびCM曲の作・編曲、ドラマ本編のBGMの作・編曲(「可愛い悪魔（大林宣彦監督、1982年）」なども含む)に携わり、民放系列（主にNTV、CX系）への音楽提供活動が目立った。
加えてペンネーム"キース・モリソン（Keith Morrison、 Kirth Morrison、前者はJASRAC登録名、後者は主にサントラLPのクレジット表記）"名義で、ドキュメンタリー映画『世界の空軍 AIR FORCE'82 ドッグ・ファイト』（1982年）をはじめ、『クレージーモンキー 笑拳』（1980年、テーマ曲）、『死亡の塔』（1981年）、『少林寺』（1982年）、『スパルタンX』（1984年）などカンフー映画の日本版LP制作も担当していた。
アメリカ留学からの帰国後、「熱砂/町田義人PART I」（1976年）、「町田義人PART II」（1977年）、　高見山大五郎「スーパー・ジェシー」（1977年）といったアルバムの制作（作・編曲）に携わる一方で、
アレンジャーとしても活躍し、映画では『蘇える金狼』（1979年、松田優作主演）のBGMとしてケーシー・ランキンに編曲を提供、レスリー・マッコーエン「花の首飾り」「銀河のロマンス」（すぎやまこういち作曲）を英語版カバーバージョンでのプロデュースおよび編曲（1980年）、谷村新司作詞作曲の「青春残酷物語」の編曲（1984年）などを担当した。アルバムでは加藤登紀子の『いく時代かがありまして』（1975年）、森田童子の『グッド・バイ』（1975年）、ツイストの『ツイストII』編曲（1979年）、中村雅俊のLP編曲（1980年、ロスアンゼルス録音）、しばたはつみのLP編曲（1981年、ロスアンゼルス録音）、ニコ・ラムズデンのアルバムプロデュースおよび編曲（1981年、ロスアンゼルス録音）、ジミー・オズモンドの日本制作アルバムプロデュースおよび編曲（1981年、演奏はロックバンドのSHŌGUN）、中原めいこの『ココナッツハウス』（1982年）、渡辺徹の『Talking』（1983年）、田中健 の『Amazing』（1983年）などがある。その他、刀根麻理子のアルバム『WITTY』のプロデュース（1985年）においては自作のメロディーの編曲をラリー・ウィリアムズに委嘱した。
他方でバラエティ分野での活動はまれであったが、「欽ちゃんの全日本仮装大賞テーマ」の作曲が知られている。

## 主な作品
- あおい輝彦「しゃれた沈黙」（編曲）
- 秋山ゆり 「別れのページ」（作曲）
- 麻生よう子「B1パブ」（作曲・編曲）「涙のかわくまで」「恋のサバイバル1・2」（編曲）
- 因幡晃「ヴィオロンの響き」（作曲）
- 岩崎宏美「聖母(マドンナ)たちのララバイ」「家路」「橋」「25時の愛の歌」（作曲・編曲）
- 岩崎良美「旅立つ少女」「揺れて純愛」「春一番を待ちわびて」（作曲）
- NSP「面影橋」（福井峻と共同）「青い涙の味がする」（NSPと共同）（編曲）
- 曾路得「願」（作曲）
- エマヌエル（メキシコ） 「Será（ふたりの絵）」「El Día Esta Suelto Ya（愛のめざめ）」（作曲・編曲）
- 欧陽菲菲「愛と歌があれば 」（作曲・編曲）
- 大西結花「優しくて哀しくて」（作曲・編曲）
- 小椋佳「愛のピノキオ」（編曲）
- 尾崎紀世彦「Only Yesterday」「ニューヨーク・バラード」（作曲・編曲）
- オスカル「レイズ・ザ・タイタニック ～ タイタニック・フォエバー」（ケーシー・ランキンと共作）（作曲・編曲）（キース・モリソン名義）
- 小野寺昭「愛」（編曲）
- 柏原よしえ「毎日がバレンタイン」（編曲）
- 加藤登紀子「酔いどれの流れ唄」「私は修羅」（編曲）
- グラシェラ・スサーナ「黒い瞳はお好き?」「流れ星」「絹の瞳」（作曲・編曲）
- ケーシー・ランキン「ロンリーウェイ ～ ロンリーウェイ」（作曲・編曲）（キース・モリソン名義）
- 小出正則「新しい空」（編曲）
- サーカス「Tendernessを抱きしめて」（作曲・編曲）
- 真田広之 「彩り河 ～ Believe in Love」（作曲・編曲）
- ザ・グレート・カブキ「ハート・オブ・ライオン」（作曲・編曲）
- サンディエゴ 「空翔ける馬のように」 （糸数ガンジーと共作）（作曲・編曲）
- しばたはつみ「Show Me The Way」「最終夜行列車」（作曲・編曲）
- ジミー・オズモンド（アメリカ）「君はプリティー」「TOKYOサバンナ」（編曲）
- シュガー「サーカス・ゲーム」（作曲・編曲）
- 杉村尚美「サンセット・メモリー」（作曲・編曲）
- セブンティーン・クラブ「ス・キ・ふたりとも」（作曲）
- 世良公則&ツイスト「燃えつきぬ」（作曲・編曲）、ツイスト「燃えろいい女」（編曲）
- 高見山大五郎「スーパー・ジェシー」「夢見るジェシー」（作曲・編曲）
- 田中健 「愛のめざめ」「ふたりの絵」（作曲・編曲）「眠らせて（Quiero Dormir Cansado）」（編曲）
- ちあきなおみ「Again」（作曲・編曲）
- 長南百合子とシルクロード「終章（おわり）」（作曲・編曲）
- つちやかおり「あ・し・た何色」（作曲）
- テイスト・オブ・ハニー 「She's A Dancer」（作曲）
- 刀根麻理子「YOU DON’T HAVE TO GO」「21世紀マヌカン」（作曲）
- 99Harmony「君は何かができる」「ありがとう」（作曲・編曲）
- 中原めいこ「今夜だけDance・Dance・Dance」（編曲）
- 中村雅俊「心の色」「君の国」（作曲）「燃える囁き」「揺れる瞳」（作曲・編曲）「野生のリサ」（編曲）
- 中森明菜「にぎわいの季節ヘ」（作曲）
- ニコ・ラムズデン（イギリス）「Growing Up」「The Sun Comes Up」（編曲）
- 西郡よう子「この愛に生きて」（作曲・編曲）
- 西田敏行「風に抱かれて」（編曲）
- パオ「リトルロマンス ～ サンセット・キッス」（作曲・編曲）
- パティ「明日…咲く」「この夢の果てまで」「太陽のユートピア」「愛のコーヒー・ブレイク」（作曲・編曲）
- ヒデ夕樹「THE DOGFIGHTER」「 IF I COULD FIGHT THE WIND」（作曲・編曲）（キース・モリソン名義）
- 紘川淳「失恋ライブラリー」「恋景色」（作曲）
- ピンク・レディー「罪な夏」（作曲）
- ベリーズ「テレパシー」（作曲・編曲）
- ヘレン笹野「キュン!と片想い」（作曲・編曲）
- 前野曜子 「蘇える金狼のテーマ」（編曲）
- 町田義人「行き止まり」（作曲・編曲）「この僕と」（作曲）「悲しみの果てる時」（作曲）「自由への旅路」（編曲）
- 水原ゆう紀「揺れながら、愛」「Please, call me again」（作曲・編曲）
- 南田伝「スパルタンX」（作曲・編曲）
- 三原順子「気まぐれSTING」（編曲）
- 宮内淳「青春の旗をふれ」「俺とおまえと」（作曲・編曲）
- 宮内タカユキ「流れ星銀」「TOMORROW」（作曲）
- 未来童子「ドキ・ドキ Do it! 〜ビシッとバシッと Rock'n Roll 学校編〜」（作曲・編曲）
- 村田有美「セクシー・ボディ」（作曲・編曲）
- MORE(RIKA&MAMI) 「Together (Let us begin beguine)」（編曲）
- 森川美穂「赤い涙」（作曲）
- 森山良子「私の道」（作曲）
- 由紀さおり「かたちばかりの幸福」（作曲）
- ルイス「翔んだカップル ～ BOYS」（作曲・編曲）
- レインボー・シスターズ「悲しきウェザーガール」（作曲・編曲）
- 渡辺徹「愛の中へ」「Season」「愛のように虹のように～Talking」（作曲・編曲）「雨のメゾン201」（編曲）